# Digitale Medizin
Der Begriff der "Medizin 4.0" wird mittlerweile seltener genutzt, stattdessen findet der Begriff "Digitale Medizin" als Synonym dafür ganz mehrheitlich für diesen gesamten Kontext Verwendung.
Beide Begriffe bezeichnen die Verzahnung der medizinischen Versorgung mittels Informations- und Kommunikationstechnik. Die Prozesse der medizinischen Leistungserstellung verschmelzen bei diesem Entwicklungsschritt immer mehr mit den Informationstechnologien. Hierdurch soll die Flexibilität der medizinischen Leistungserstellung erhöht und mehr auf den Patienten hin individualisiert werden.

## Bezeichnungsherkunft
Mit der Bezeichnung „Medizin 4.0“ wird ausgedrückt, dass ein vierter Entwicklungsschritt innerhalb der Medizin stattfindet. Der Begriff ist damit eng mit dem Begriff Industrie 4.0 verwandt. Anders als dieser bezieht Medizin 4.0 als unmittelbar personenbezogene Dienstleistung den Faktor Mensch in den Prozess der Leistungserstellung ein.
- Der erste Entwicklungsschritt meint das Entstehen der modernen Medizin im 19. Jahrhundert, die mit der Etablierung der modernen Anästhesie um das Jahr 1846 einhergeht.[4]
- Darauf folgt der zweite Schritt, bei dem die Technisierung in die Medizin Einzug hält. Die Einführung von Röntgengeräten zu Beginn des 20. Jahrhunderts markiert den Beginn dieses Schritts.[5] In dieser Phase entwickeln sich Krankenhäuser auch zu den Einrichtungen, in denen die medizinische Leistung immer mehr nach industriellen Prinzipien erbracht wird.
- Den dritten Schritt markiert die Einführung der IT in die Medizin und die zunehmende Automatisierung einzelner Aufgaben. Die Patientendaten werden digital erfasst und archiviert.
- Mit dem vierten Entwicklungsschritt der Digitalisierung hin zur Digitalen Medizin bzw. der Medizin 4.0 werden die Informationen der Leistungserbringer untereinander verknüpft. Zudem treten immer mehr (teil-)autonome Systeme hinzu.

## Geschichte

### Digitaler Wandel
Viele Funktionen in Einrichtungen der Gesundheitswirtschaft werden immer digitaler, manche sehen als Start für diesen vierten Entwicklungsschritt die Einführung der Robotic mit dem "Puma 200" im Jahr 1985 an. Seit den 2010er Jahren elektronische Krankenakten in Krankenhäusern und innerhalb von Arztpraxen bereits weit verbreitet, um die medizinischen Daten der Patienten zu erfassen und bei medizinischen Entscheidungen auf sie zuzugreifen. Digitale medizinische Bildgebungssysteme werden von Medizinern genutzt, um Aufnahmen aus dem Körperinnern zu besprechen und mit Kollegen auszutauschen. Anwendungen aus dem Bereich "Mobile Health" (mHealth) gestatten es Ärzten und Patienten, mobile Geräte wie Smartphone und Tablets einzusetzen und dabei jederzeit und überall auf Informationen und Ressourcen zurückzugreifen. Nach der im Jahr 2014 veröffentlichten HIMSS Analytics Mobile Devices Studie setzen mehr als die Hälfte der Krankenhäuser in den USA auf Smartphones und Tablets (HIMSS Analytics 2014). 69 Prozent der Krankenhausärzte greifen sowohl über einen PC oder Laptop als auch über ein mobiles Gerät auf Daten zu. Mit vorhandenen Informations- und Kommunikationstechnologien ermöglicht Telemedizin Patienten einen breiteren Zugang zu Standard- und Spezialbehandlungen und schafft so geografische Barrieren ab. Ein weiteres Beispiel für digitale Anwendungen sind Real-Time Location Systeme (RTLS), mit denen Geräte, Patienten und Mitarbeiter geortet werden können. Neben den neuen Technologien entwickeln Einrichtungen der Gesundheitswirtschaft schlankere Prozesse, um automatisierte digitale Abläufe zu schaffen. Kombiniert mit den "smarten" Endgeräten entstehen hieraus weiterentwickelte medizinische Leistungen, die zur Medizin 4.0 gezählt werden können.

### Anfängliche Problemstellungen der Medizin 4.0
Als eine Hürde, die Einführung einer Medizin 4.0 im Weg steht, kann die Angst vor der Veränderung gesehen werden. In einer Befragung aus dem Jahr 2016 gaben 27 Prozent der befragten Experten dies als Grund an. Für rund 21 Prozent von diesen ist das traditionelle Denken der einzelnen Berufsgruppen innerhalb des Systems die größte Hürde, ebenso viele erwähnen das Fehlen eines klaren rechtlichen Rahmens zum Datenschutz. Durch Nudging kann es jedoch zu Fehlsteuerungen und Fehlentscheidungen kommen.

## Bandbreite der Digitalen Medizin
Die im November 2020 gegründet Deutsche Gesellschaft für Digitale Medizin e.V. (DGDM) ist die Fachgesellschaft, die sich mittlerweile als gemeinnütziger Verein mit Sitz in Berlin für die Förderung von Wissenschaft, Forschung und Lehre auf dem Gebiet der digitalisierten Medizin einsetzt. Dabei stuft die DGDM die Digitale Medizin analog zum Gesundheitsmanagement als medizinisches Querschnittsfach ein.
Die Digitale Medizin lässt sie sich mit ihrer großen inhaltliche Bandbreite unterschiedlich zusammenfassen:
- Nach Definition der DGDM von September 2024 ist Digitale Medizin ein Querschnittsfach und befasst sich mit der Anwendung digitaler Technologien und Konzepte u. a. aus den Bereichen der Telemedizin, Digital Health, künstlicher Intelligenz, Sensorik, Internet of Things (IoT), Extended Reality (XR), Ambient Assisted Living (AAL) zu diagnostischen, therapeutischen und wissenschaftlichen Zwecken.[12] Extended reality (XR) ist dabei ein Sammelbegriff für Erweiterte Realität (AR), Virtuelle Realität (VR) und Mixed reality (MR).
- Die Digitale Medizin bzw. Medizin 4.0 lässt sich alternativ auch z. B. in die drei Teilbereiche Vernetzung, Medizinische Robotik und Künstliche Intelligenz untergliedern.[13]

### Vernetzung
Der Aspekt der Vernetzung ist hierbei wohl der komplexeste Bereich, da der Bereich der medizinischen Daten ein hochsensibler Bereich ist und die Sicherheit und Zuverlässigkeit der Informationsübermittlungen und Datenhaltung hier eine sehr hohe Relevanz hat, Stichworte sind hierbei auch Gewährleistung von Gesundheitsdatenschutz, Gewährleistung von IT-Sicherheit etc. In Deutschland läuft die Bereitstellung einer derartigen Vernetzung unter dem Begriff der Telematikinfrastruktur (TI).
U.a. die Weiterentwicklung von Telemedizin und Telenotarztsystemen ist hier einzubeziehen, ebenso der angekündigte TI-Messenger (TIM) für Interoperables Instant Messaging im Gesundheitswesen, d. h. für eine geschützte Online-Kommunikation zwischen Ärzten aber auch insbesondere zwischen Patienten und ihren Ärzten. In diesem Kontext ist die Situation mit Dienstleistern für Arzt-Patienten-Online-Terminkommunikation, wie sie sich Anfang 2025 darstellt (Stichwort Doctolib u. a.), als schwierig anzusehen, da sich diese Dienstleister bislang bewusst offen lassen, ob und in welcher Form sie die bei ihnen verarbeiteten Daten mittels Dritter gegebenenfalls auch erst später monetarisieren.

### Medizinische Robotik

#### Mikro- und Nanorobotik in der Medizin
Mikro- und Nanoroboter wird nachgesagt, dass diese Miniaturroboter für die Medizin ein großes Potenzial beinhalten, so haben beispielsweise Wissenschaftler vom Max-Planck-Institut für Intelligente Systeme bereits im Jahr 2018 speziell beschichtete Nanopropeller entwickelt, die von außen durch dichtes Gewebe wie den Glaskörper eines Auges gesteuert werden können.

#### Arztunterstützende Robotik
Die Vorteile der robotergestützten Chirurgie gegenüber der herkömmlichen Chirurgie wird beispielsweise in den dadurch kleineren äußeren Schnitten, weniger Blutverlust und einer schnelleren Wundheilung gesehen.
In einem Teilbereich der arztunterstützenden Robotik, den roboterassistierten Chirurgiesystemen ist z. B. mit dem Da-Vinci-Operationssystem ein mittlerweile in Deutschland bekanntes System zu nennen, es ist hier aber nur beispielhaft für all die Entwicklungen im Bereich der medizinischen Robotik genannt: Unter anderem bietet die jährlich stattfindende Fachmesse MEDICA ausführliche Einblicke in die Bandbreite und Innovationen auch dieser Medizintechnik der roboterassistierten Chirurgiesysteme. Für die Digitale Medizin ist hierbei Mitte des Jahres 2025 womöglich ein weiterer Meilenstein erreicht worden, ein OP-Roboter hat zum ersten Mal ohne menschliche Hilfe operiert, zunächst allerdings an Schweinekadavern. Trainiert haben ihn Forschende der Johns-Hopkins-Universität in den USA.
Daneben wird mittlerweile daran gearbeitet, in einen Operationssaal auch Exoskelette zur Unterstützung der Operateure zu nutzen.

#### Pflegeunterstützende Robotik
Die Ansichten Anfang des Jahres 2025, ob pflegeunterstützende Robotik bzw. Pflegeroboter tatsächliche pflegerische Aufgaben in Zukunft übernehmen können, sind deutlich geteilt: Diejenigen, die bisherige konkrete Praxiseinsätze von Robotern in Pflegebereichen ansehen und einschätzen, sehen darin zumeist lediglich Sozialroboter bzw. Serviceroboter, die die Pflege in ihren Kerntätigkeiten nicht entlasten können. Verfechter der Idee von Pflegerobotern verheißen ihnen dazu im Gegensatz eine große Zukunft.

### Künstliche Intelligenz
Zu beachten ist hier beispielsweise,
- dass die Definitionen der Künstlichen Intelligenz (abgekürzt mit KI bzw. AI) sehr breit gefächert sind und manchmal selbst lediglich Aneinanderreihungen von Algorithmen sind, die mutmaßlich lediglich zur Mittel einer Verkaufsförderung als Künstlichen Intelligenz deklariert werden; sowie
- dass dieser Bereich auch verschiedene Fortschritte aus dem Bereich der Personalisierten Medizin und auch verschiedene Entwicklungen aus dem Bereich der Modelle des digitalen Zwillings in der Medizin umfasst; sowie
- dass KI in der Medizin auch weiterhin als eine potentielle Entscheidungshilfe für Ärzte einzuschätzen ist, bei der allerdings keine vollumfängliche Verlässlichkeit der Ergebnisse gegeben ist[25], Stichwort "Computer-Paternalismus".

Im Februar 2025 veröffentlichte die Bundesärztekammer (BÄK) einer Stellungnahme zu den aus ihrer Sicht aktuell bestehenden Chancen und Herausforderungen zur "Künstlichen Intelligenz in der Medizin".

## Institute für Digitale Medizin
Stand Anfang 2025 gibt es in Deutschland mittlerweile zahlreiche Institute in öffentlicher Trägerschaft, die sich ganz mit Digitaler Medizin befassen:
- Verschiedene Universitätsklinika haben hier eigene Institute für Digitale Medizin mit jeweils eigenen Schwerpunkten eingerichtet, dazu zählen u. a. das UK Aachen[28] (Dimed – Institutsgründung im Jahr 2018), das UK Bonn[29] (IDM – Institutsgründung im Jahr 2021), die TU München[30] (ZDMG – Institutsgründung im Jahr 2022), das UK Augsburg[31] (IDM – Institutsgründung im Jahr 2022), das UK Frankfurt[32] (Institutsgründung im Jahr 2024) etc.
- Das Fraunhofer MEVIS für Digitale Medizin mit Sitz in Bremen als ein Institut der Fraunhofer-Gesellschaft und ebenso das Fraunhofer IIS, d. h. das Fraunhofer Zentrum für Sensorik und Digitale Medizin in Erlangen.[33] Das Fraunhofer-Institut ISI und das IESE haben in diesem Kontext z. B. in 2023 eine ausführlichen Abhandlung zur jetzigen und erwarteten Digitalen Gesundheitsversorgung[34] herausgegeben.
- Auch Institute der Helmholtz-Gemeinschaft Deutscher Forschungszentren widmen sich Aspekten der Digitalen Medizin wie z. B. Smarte Implantate im dortigen Bereich des „Biomedical Engineering“[35] sowie zu robotischen Assistenzsystemen[36] seitens dem Institut für Robotik und Mechatronik des Deutschen Zentrums für Luft- und Raumfahrt (DLR).
- Ebenfalls Institute der Max-Planck-Gesellschaft, wie beispielsweise das Max-Planck-Institut für medizinische Forschung und bezüglich Nanorobotik das Max-Planck-Institut für Intelligente Systeme, forschen in den Bereichen der Digitalen Medizin.

Zudem fördert das Bundesministerium für Bildung und Forschung (BMBF) seit 2022 Im Rahmen der Medizininformatik-Initiative (MII) unter Beteiligung der deutschen Universitätsmedizin sechs Verbundprojekte namens „Digitalen FortschrittsHubs Gesundheit“.